# Wężerów (gromada)
Wężerów – dawna gromada, czyli najmniejsza jednostka podziału terytorialnego Polskiej Rzeczypospolitej Ludowej w latach 1954–1972.
Gromady, z gromadzkimi radami narodowymi (GRN) jako organami władzy najniższego stopnia na wsi, funkcjonowały od reformy reorganizującej administrację wiejską przeprowadzonej jesienią 1954 do momentu ich zniesienia z dniem 1 stycznia 1973, tym samym wypierając organizację gminną w latach 1954–1972.
Gromadę Wężerów z siedzibą GRN w Wężerowie utworzono – jako jedną z 8759 gromad na obszarze Polski – w powiecie miechowskim w woj. krakowskim, na mocy uchwały nr 24/IV/54 WRN w Krakowie z dnia 6 października 1954. W skład jednostki weszły obszary dotychczasowych gromad: Wężerów ze zniesionej gminy Kacice oraz Smroków i Orłów ze zniesionej gminy Jaksice, a także obszar enklawy dotychczasowej gromady Maszków o powierzchni 25 ha (leżący na terenie dotychczasowej gromady Smroków) ze zniesionej gminy Iwanowice w tymże powiecie. Dla gromady ustalono 14 członków gromadzkiej rady narodowej.
Gromadę zniesiono 31 grudnia 1961, a jej obszar włączono do gromad Jaksice (wsie Smroków i Orłów) i Prandocin (wieś Wężerów).